# Redondo Beach (stacja metra)
Redondo Beach – stacja zielonej linii metra w Los Angeles położona w mieście Redondo Beach nad Marine Avenue. Do 2005 roku stacja nosiła nazwę Marine/Redondo. Wystrój stacji nawiązuje do przemysłu kosmicznego, instalacja nosi tytuł The Museum of Space Information.
Na stacji znajduje się parking typu Park&Ride na 350 miejsc postojowych.
Kiedy zakończy się budowa trasy szybkiego tramwaju Crenshaw Corridor (koniec budowy planowany jest w roku 2018), to wtedy stacja będzie również obsługiwana przez tramwaje linii Crenshaw Line.
Pomiędzy stacjami Douglas i Redondo Beach znajduje się stacja techniczno - postojowa Division 22.

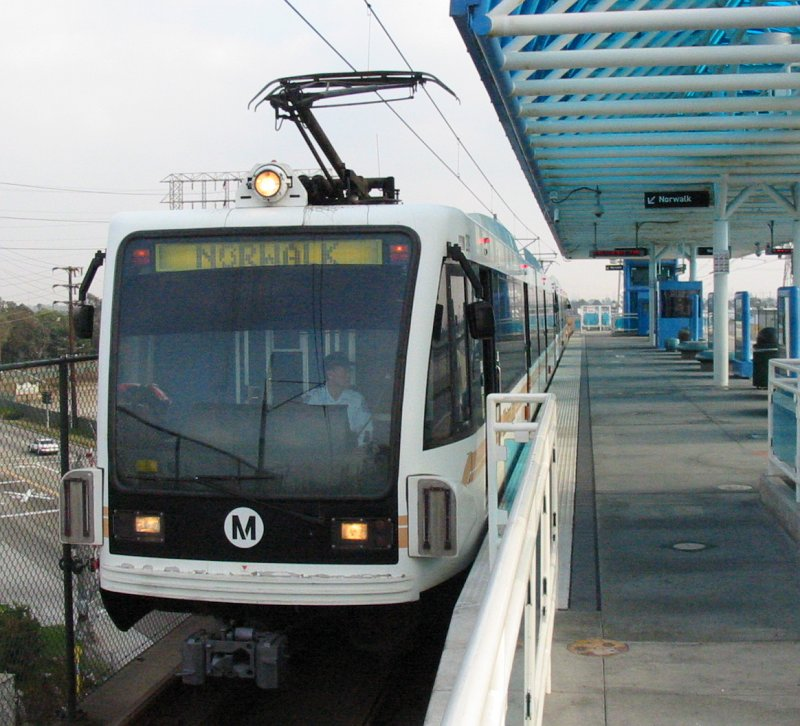
Tramwaj zielonej linii na stacji Redondo Beach

## Godziny kursowania
Tramwaje zielonej linii kursują codziennie w godzinach od 5:00 do 0:45

## Połączenia
- Metro local: 126, 215
- LADOT Commuter Express: 574
- Lawndale Beat
- Beach Cities Transit: 102